# Kanton Tude-et-Lavalette
Tude-et-Lavalette  is een kanton van het Franse departement Charente. Het kanton maakt deel uit van het arrondissement Angoulême.

In 2019 telde het 17.721 inwoners.

Het kanton werd gevormd ingevolge het decreet van 20 februari 2014 met uitwerking op 22 maart 2015, met Chalais als hoofdplaats.

## Gemeenten
Het kanton omvatte bij zijn vorming 56 gemeenten, afkomstig van de opgeheven kantons Chalais, Aubeterre-sur-Dronne, Montmoreau-Saint-Cybard en Villebois-Lavalette.
Op 1 januari 2016 werden de gemeenten Charmant, Chavenat en Juillaguet samengevoegd tot de fusiegemeente (commune nouvelle) Boisné-La Tude.
Op 1 januari 2017 werden de gemeenten Aignes-et-Puypéroux, Montmoreau-Saint-Cybard, Saint-Amant-de-Montmoreau, Saint-Eutrope en Saint-Laurent-de-Belzagot samengevoegd tot de fusiegemeente (commune nouvelle) Montmoreau.
Sindsdien omvat het kanton volgende 50 gemeenten: 
- Aubeterre-sur-Dronne
- Bardenac
- Bazac
- Bellon
- Bessac
- Blanzaguet-Saint-Cybard
- Boisné-La Tude.
- Bonnes
- Bors
- Brie-sous-Chalais
- Chadurie
- Chalais
- Châtignac
- Combiers
- Courgeac
- Courlac
- Curac
- Deviat
- Édon
- Les Essards
- Fouquebrune
- Gardes-le-Pontaroux
- Gurat
- Juignac
- Laprade
- Magnac-Lavalette-Villars
- Médillac
- Montboyer
- Montignac-le-Coq
- Montmoreau
- Nabinaud
- Nonac
- Orival
- Palluaud
- Pillac
- Poullignac
- Rioux-Martin
- Ronsenac
- Rouffiac
- Rougnac
- Saint-Avit
- Saint-Laurent-des-Combes
- Saint-Martial
- Saint-Quentin-de-Chalais
- Saint-Romain
- Saint-Séverin
- Salles-Lavalette
- Vaux-Lavalette
- Villebois-Lavalette
- Yviers